# André Courtade

a Compétitions nationales et continentales officielles uniquement.

André Courtade, né le 24 août 1912 à Pau et mort le 14 février 1989 à Pau, est un joueur de rugby à XV, évoluant au poste d'arrière à la Section Paloise.

## Biographie
Origniaire de Pau, André Courtade débute le rugby à l'Association Sport Ouvrier Palois en 1930. 
André Courtade rejoint ensuite la Section paloise au début de la saison 1931-1932.
Au début de sa carrière au club, Courtade est barré au poste d'arrière par Henri Mounès.
Finalemement, Mounès quitte la Section et le rugby à XV en 1934, afin de prendre part à la naissance du rugby à XIII. Henri Mounès rejoint Pau XIII aux côtés d'anciens sectionnistes comme Roger Lanta, Sylvain Claverie ou celui qui deviendra l'emblématique capitaine du titre de 1946, André Rousse.
Après des débuts difficilles, Courtade s'impose au poste d'arrière et remporte le challenge Yves du Manoir en 1939 avec son club de toujours: la Section paloise. La Section paloise s'impose en finale face au RC Toulon sur le score de 5 à 0 après prolongations, grâce à un magnifique essai de Henri Desperbasque transformé par André Courtade.
Il est aux portes de l'Équipe de France de rugby à XV lorsque survient la Seconde Guerre mondiale. Il est notamment titulaire à l’arrière du XV de France pour un match de sélection.

## Palmarès
- Vainqueur challenge Yves du Manoir  : 1939 (Section paloise).